# Anton Graff

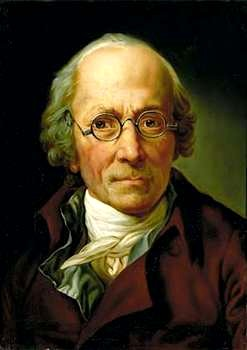
Zelfportret (1805/1806)
Von der Heydt-Museum, Wuppertal

Anton Graff (Winterthur, 18 november 1736 – Dresden, 22 juni 1813) was een Zwitsers portretschilder. Bekende personen die hij heeft geportretteerd zijn onder andere Friedrich von Schiller, Christoph Willibald Gluck, Heinrich von Kleist en Frederik II van Pruisen.
Graff werd geboren als de zoon van Hans Ullrich Graff en Barbara Graff. Hij leerde het schildersvak van Johann Ulrich Schellenberg. In 1766 werd hij leraar aan de Hochschule für Bildende Künste in Dresden. Graff was een zeer productieve schilder; hij schilderde meer dan duizend portretten van zijn tijdgenoten. 

## Galerij

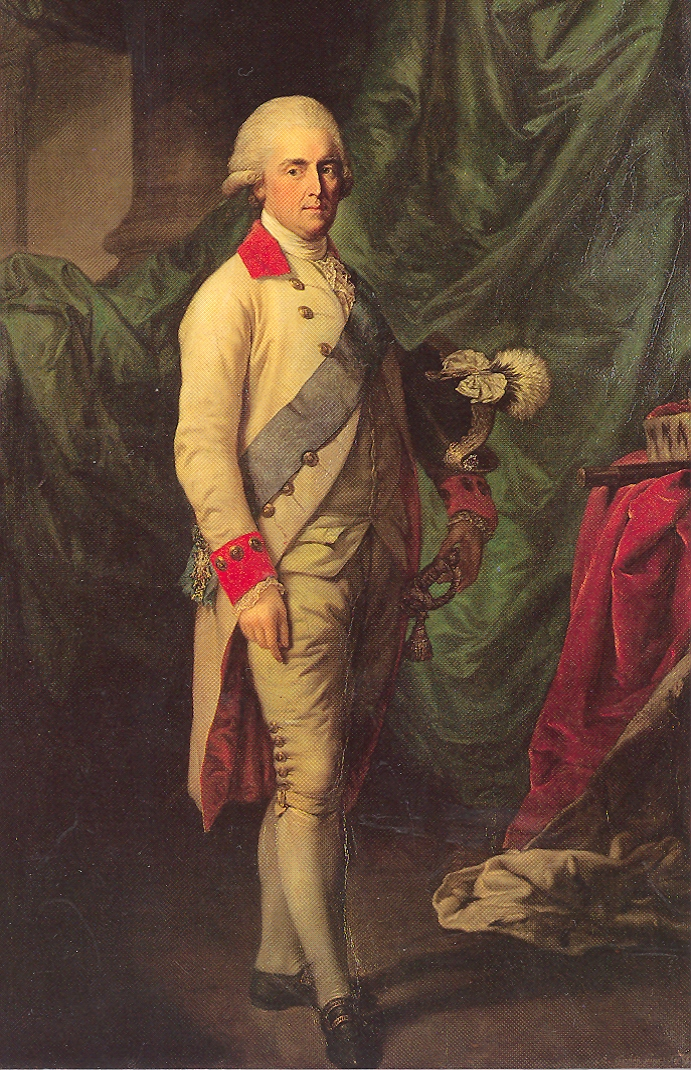
Frederik August I van Saksen Gemäldegalerie Alte Meister, Dresden
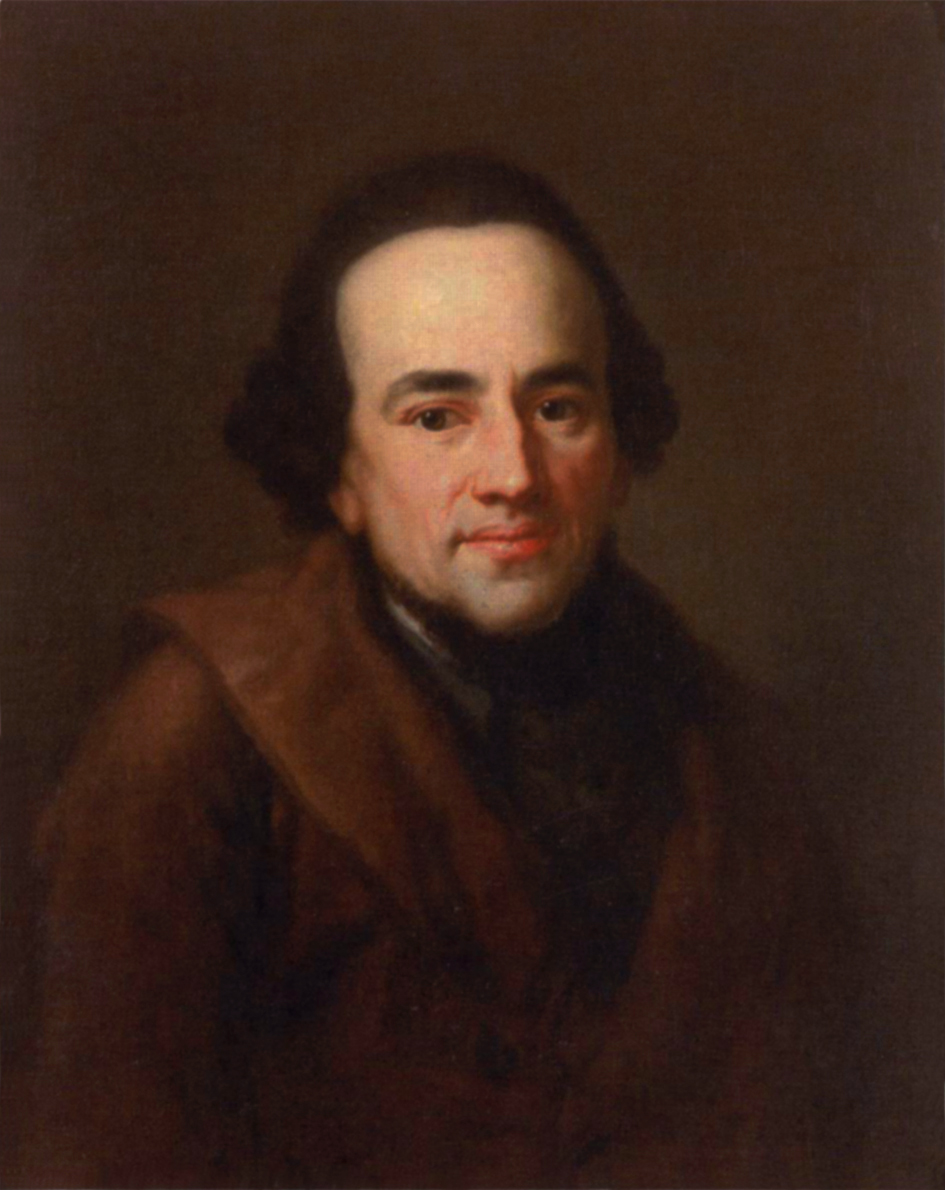
Moses Mendelssohn Kunstbezit Universiteit Leipzig
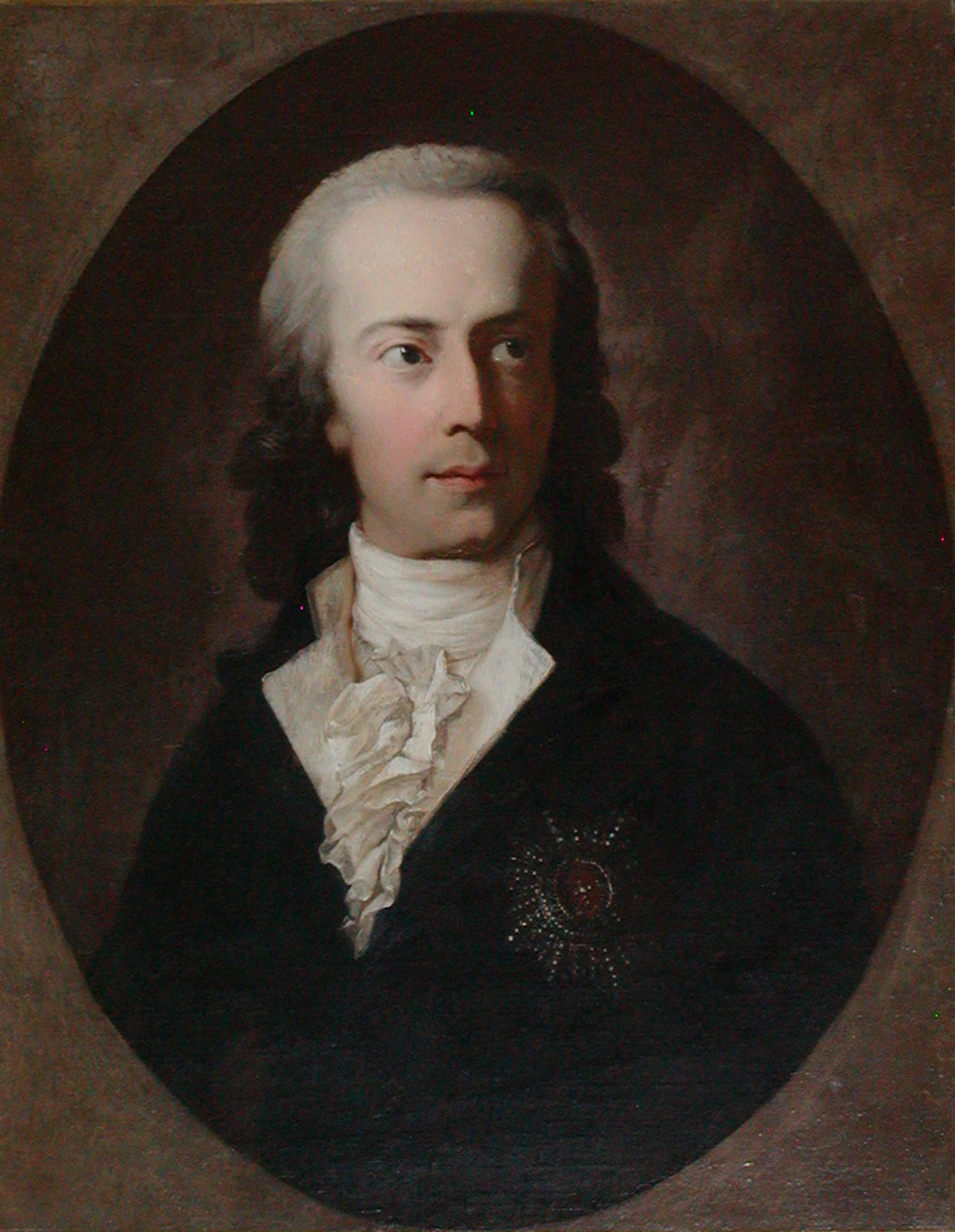
Frederik Christiaan II Slot Frederiksborg, Hillerød
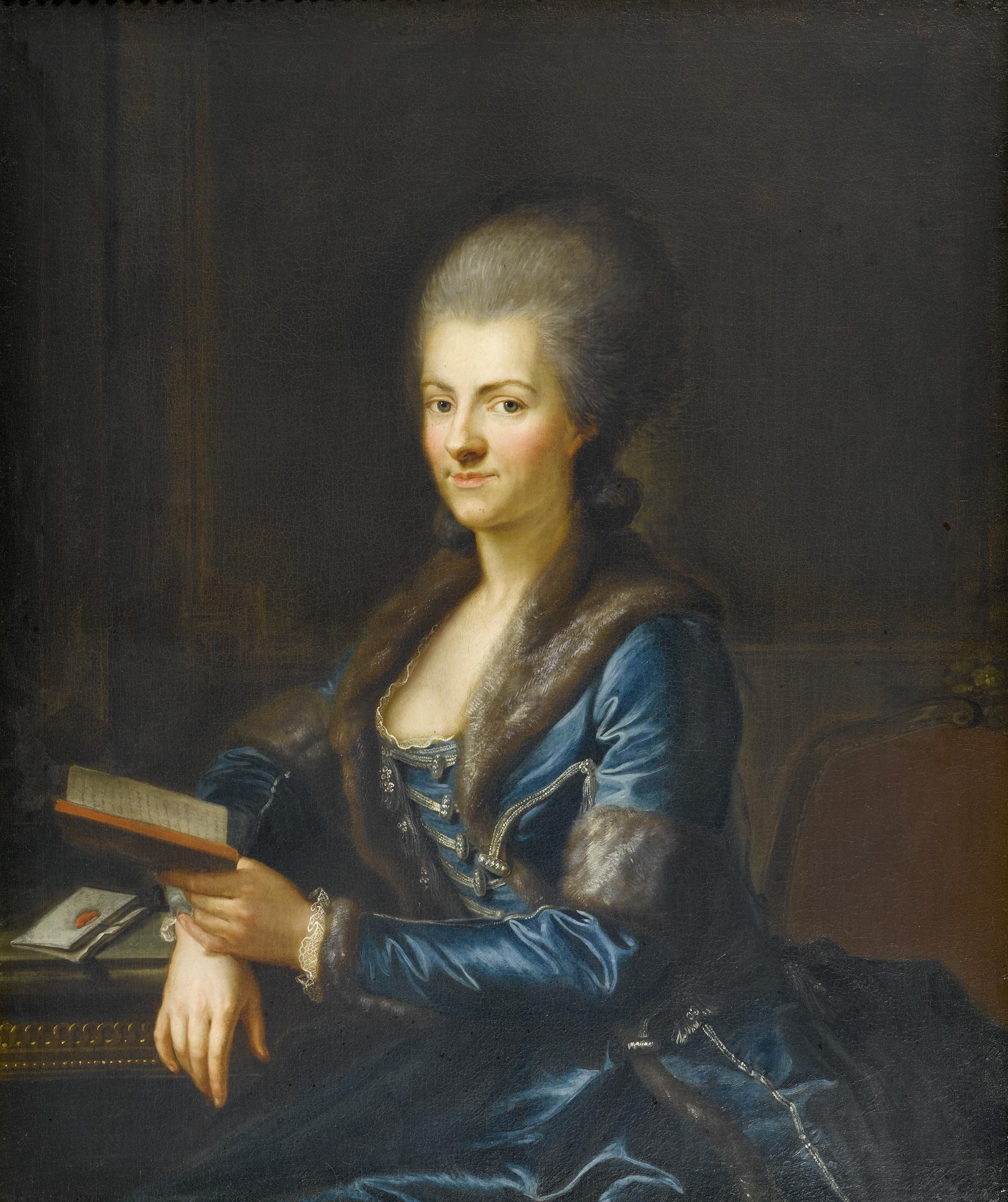
Elisabeth Sulzer, 1765/66